# Schulterheben
Schulterheben oder Shrugs ist eine sportliche Übung, oft ausgeführt mit einem Gewicht zur Steigerung der kräftigenden Wirkung.

## Ausführung
Man stellt sich dabei aufrecht hin. Entweder nutzt man mit Obergriff eine Langhantel quer vor dem Körper oder führt die Übung alternativ mit zwei Kurzhanteln aus, welche dann seitlich am Körper vorbeiführen. Sind keine Gewichte zur Hand eignen sich auch Einkaufstüten, Telefonbücher  oder volle Eimer.
Als Anfängerübung (z. B. nach einer Reha-Maßnahme) können ebenso Thera-Bänder benutzt werden, welche mit den Füßen gehalten und deren Enden mit den Händen straff umfasst werden.
Zunächst lässt man die Arme bei geradem Rücken vollkommen herabhängen und zieht nun bei gestreckten Armen die Schultern möglichst weit nach oben in Richtung der Ohren. Die obere Stellung wird einen Moment gehalten, bevor die Schultern wieder in Ausgangsstellung gehen. Möglich ist sowohl ein seitliches als auch ein frontales Schulterheben. Eine weitere Variante ist vorgebeugtes seitliches Schulterheben.
Hauptsächlich beanspruchte Muskeln sind dabei Trapezius, vordere und seitliche Schultermuskeln, Serratus und die Unterarme (benannt in der Reihenfolge). Durch die Stärkung des Trapezius und der Deltamuskeln wird eine Teilung der Schulter- und Brustmuskeln bewirkt, welche dem Nacken eine optisch geschwungene Linie verleihen soll.
Schulterheben soll unter anderem die Muskulatur im Schulter- und Nackenbereich stärken, Verspannungen in diesen Muskelgruppen vorbeugen und sich positiv auf die Körperhaltung auswirken.
Fehlerquellen können ein zu stark vorgebeugter Hals in der Aufwärtsbewegung, der sogenannte Geierhals, sein. Auch sollte das Schwungholen mit dem gesamten Körper und den Armen vermieden werden, da so Nackenverletzungen entstehen können. Eher sollte die Übung langsam und sorgfältig ausgeübt werden.